# G-atletiek

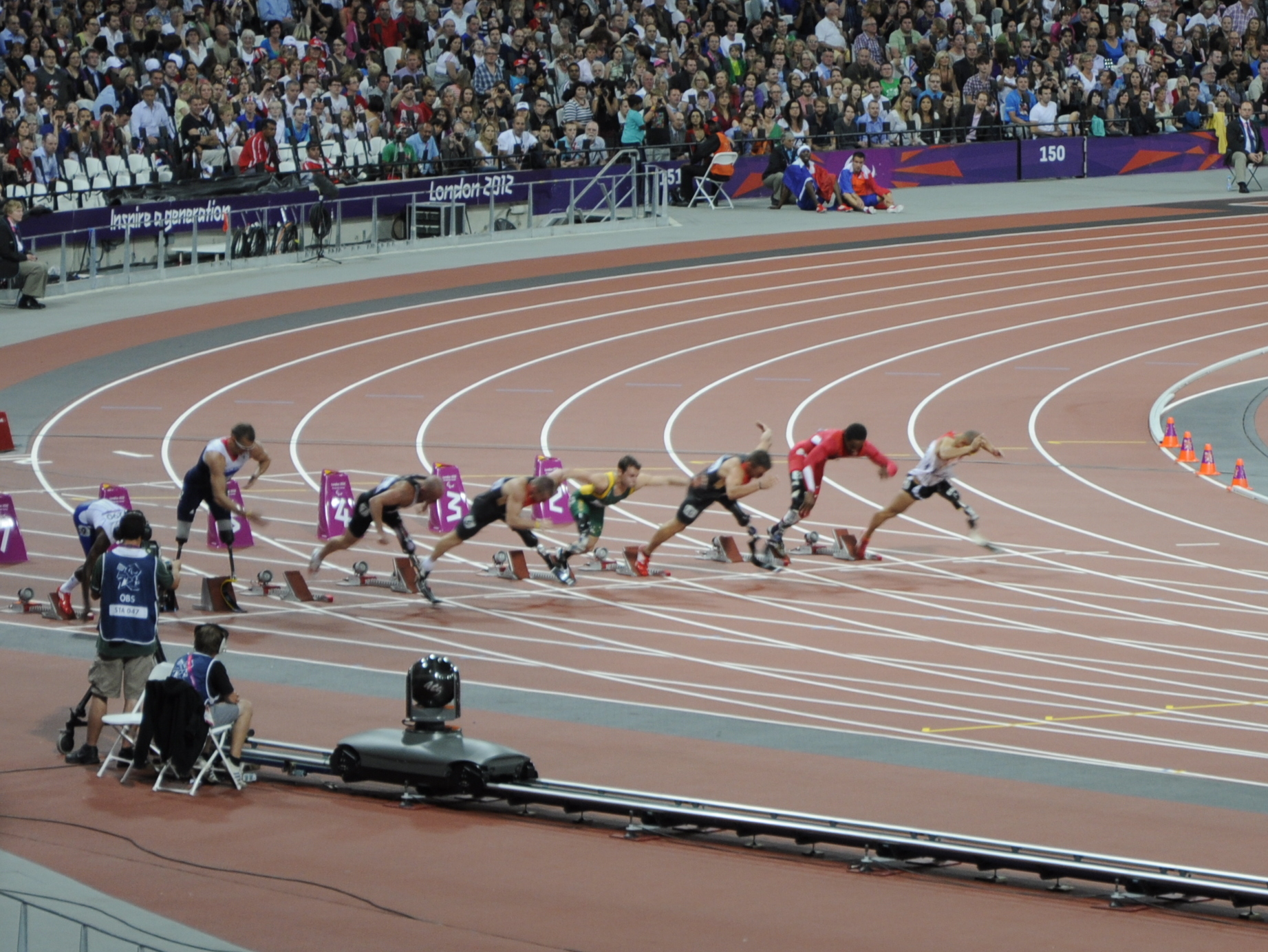
Finale 100m hardlopen T42 op de Paralympics Londen 2012.

G-atletiek (voluit gehandicapten-atletiek) is atletiek voor mensen met een beperking. Hierbij worden de atleten naar handicap ingedeeld. G-atleten kunnen worden onderverdeeld in twee categorieën: verstandelijk (VB) en lichamelijk beperkten (LB). Internationaal worden de VB-atleten aangeduid als atleten in de klasse 20. De LB-atleten komen uit de klassen 10, 30, 40 en 50 afhankelijk van de handicap waar zij mee kampen.
G-atleten volgen de "regels" die ook voor valide atleten gelden. Hier wordt alleen van afgeweken als de handicap hiertoe een aanleiding geeft. Enkele voorbeelden hiervan zijn; een guide bij loopnummers, lagere werpgewichten en rolstoelgebonden zijn.
VB-atletiek: is internationaal bekend als klasse T (track) 20 en F (field) 20. Alle onderdelen die in de reguliere atletiek op het programma staan worden ook door VB-atleten beoefend. Afwijkingen in regels zijn: Heren kennen een zevenkamp in plaats van een tienkamp, hordenhoogte voor heren is 92 cm i.p.v. 1,06 meter.
Voor VB-atleten zijn er naast de vele nationale wedstrijden voor de topsporters ook Europese- en Wereldkampioenschappen indoor, outdoor en cross en kan op de Paralympische Spelen deelgenomen worden aan de 400 meter en 1.500 meter hardlopen, verspringen en kogelstoten. Voor de "breedtesporters" is er eenmaal per vier jaar de Special Olympics Worldgames. Hiervoor worden verenigingen uitgeloot die met acht atleten deel mogen nemen onder de vlag van NEBAS/NSG.
Een atleet is gerechtigd om deel te nemen in de klasse 20 als hij/zij aantoonbaar een IQ van maximaal 70 (met een tolerantie van +5) bezit.
Atleten die internationaal aan topsport willen doen moeten hiervoor een aantal officiële documenten overleggen waaruit hun handicap blijkt en worden daarnaast ook nog aan classificatiekeuringen onderworpen. Pas hierna kunnen zij namens hun land uitgezonden worden naar internationale kampioenschappen.
Nederland kent sinds 1999 een Nationale Selectie die al diverse gouden, zilveren en bronzen medailles op EK's en WK's veroverd heeft.
België kent tot op heden (2014) geen nationale selectie die actief is op EK's, WK's of Paralympische spelen in de klasse 20.